# Chromis randalli
Chromis randalli är en fiskart som beskrevs av Greenfield och Hensley, 1970. Chromis randalli ingår i släktet Chromis och familjen Pomacentridae. Inga underarter finns listade i Catalogue of Life.